# Austen Submachine Gun

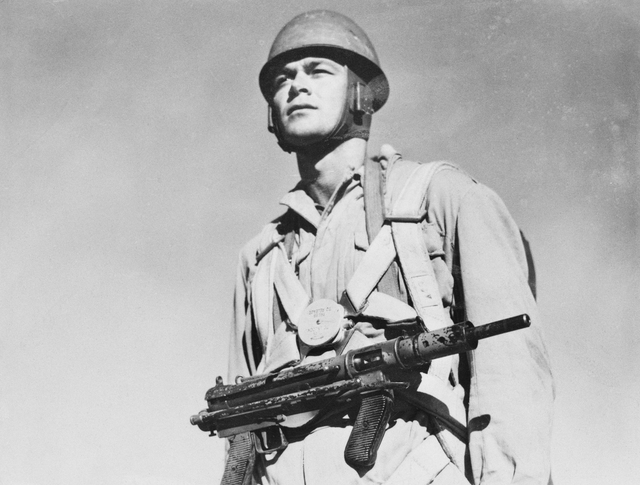
Un paracadutista australiano armato di Austen Mk. I

La Austen (nome ottenuto dalla sincresi delle due parole Australian Sten) era una pistola mitragliatrice australiana derivata dallo Sten inglese e camerata per il proiettile 9 × 19 mm sviluppata durante la Seconda guerra mondiale. In totale, 20.114 Austen furono prodotti durante il conflitto dalla Diecasters Ltd di Melbourne e W.T. Carmichael Ltd di Sydney.

## Progettazione e sviluppo
Proprio mentre la guerra richiedeva il massimo sforzo produttivo alla Gran Bretagna, l'Australia non poteva permettersi di comprare armi da Stati Uniti e Regno Unito e dovette dunque risolversi a mettere in produzione una propria pistola mitragliatrice. Lo Sten inglese fu preso come base per la nuova arma. La canna, il castello e il gruppo di scatto dello Sten Mk. II furono copiati senza modifiche, mentre il calcio pieghevole, ma soprattutto l'otturatore telescopico con percussore non solidale furono copiati dal tedesco MP 40. Il calcio pieghevole includeva un cacciavite e un'astina di pulizia, entrambe svitabili e utilizzabili. L'arma presentava due impugnature (anch'esse copiate dall'MP 40), anche se quella anteriore poteva essere smontata e conservata all'interno di un apposito contenitore. L'Austen è una pistola mitragliatrice a fuoco selettivo (semiautomatico e automatico) con un rateo teorico di 500 colpi al minuto.
Caratteristica singolare dell'Austen è la realizzazione di alcune parti per pressofusione: in particolare alloggiamento del caricatore, parte del calcio e uno dei lati del caricatore erano realizzati con questo procedimento. Le due fabbriche produttrici erano infatti specializzate nella pressofusione, da qui la decisione di sfruttare il procedimento (che è più rapido della tornitura-fresatura) per la produzione degli Austen.
Fu anche realizzata una variante silenziata, in pochissimi esemplari, impiegata dalla Z Special Force.
In seguito si tentò di aggiornare l'arma, portandola allo standard Mk. II, su cui poteva essere montata una baionetta pensata ad hoc e dove si faceva uso più esteso della pressofusione. Tuttavia, furono prodotti solo 200 esemplari dell'arma prima che la produzione venisse interrotta nel 1944.
L'Austen non raggiunge mai i livelli di popolarità dell'Owen, questo perché la nuova pistola mitragliatrice, pur essendo un'evoluzione dello Sten, non raggiunse mai gli standard qualitativi e di affidabilità dell'Owen. Inoltre, si è spesso fatto notare come l'Owen fosse più adatto al combattimento nella giungla. Il caricatore laterale dell'Austen si impigliava facilmente e il suo posizionamento prevedeva che l'arma avesse il lato destro praticamente aperto per l'entrata di ogni sorta di corpo estraneo che avrebbe inficiato il funzionamento dell'arma.
Considerata già obsoleta nel 1945, l'arma vide pochissimo uso dopo il conflitto, mentre l'Owen riuscì a ritagliarsi un posto nei vari eserciti fino agli anni '60